# Wibree
Wibree — технология цифровой беспроводной передачи данных (возможно, станет открытым стандартом) со сверхнизким энергопотреблением и малым радиусом передачи (10 м), основанная на недорогих микросхемах в передающих устройствах. По состоянию на июнь 2007 Wibree известен как Bluetooth с ультранизким энергопотреблением (англ. Bluetooth ultra low power), в 2008 переименован в Bluetooth с низким энергопотреблением (англ. Bluetooth low energy).

## История
В 2001 году исследование компании Nokia определило несколько сегментов беспроводных технологий, которые на тот момент были не охвачены. Концерн Nokia начал разработку технологии, основанной на стандарте Bluetooth. Новая технология должна была обеспечить низкое энергопотребление передающих устройств и более низкую стоимость оборудования по сравнению с Bluetooth. Наработки были представлены в 2004 году под названием Bluetooth Low End Extension («слабая» версия Bluetooth). При участии партнёров Nokia технология развивалась, и в октябре 2006 года была представлена под брендом Wibree («Wi» — от wireless (англ. беспроводной) и «bree» — со староанглийского перекрёсток). После переговоров в июне 2007 года с членами группы Bluetooth SIG (Special Interest Group) было получено согласие на включение Wibree в следующую спецификацию Bluetooth в качестве Bluetooth-технологии ультранизкого энергопотребления, теперь известной как Bluetooth с низким энергопотреблением.

## Техническая информация
Wibree предназначена для работы бок о бок с Bluetooth. Она работает в диапазоне 2,4 ГГц с физической скоростью передачи 1 Мбит/с. Основные области применения включают такие устройства, как наручные часы, беспроводные клавиатуры, игрушки и спортивные датчики, где низкое энергопотребление является одним из ключевых требований. Технология была анонсирована 3 октября 2006 года Nokia.
Wibree не предназначен для замены Bluetooth, а разрабатывается как дополнение к этой технологии. Wibree-устройства будут менее энергозатратными, чем их Bluetooth-коллеги. Это особенно важно в таких устройствах, как наручные часы, где модули Bluetooth могут быть слишком большими и тяжелыми, что неудобно. Замена Bluetooth с Wibree уменьшит габариты и вес устройств.
Боб Иануччи, глава исследовательского центра Nokia (Nokia Research Centre), утверждает, что эта технология в десять раз более эффективна, чем Bluetooth.